# Rezervația peisagistică Temeleuți
Rezervația peisagistică Temeleuți este o arie protejată, situată între satele Temeleuți și Vălcineț din raionul Călărași, Republica Moldova (ocolul silvic Călărași, parcelele 99, 100, 101, 102). Are o suprafață de 209 ha. Obiectul este administrat de Întreprinderea silvică Călărași.

## Caracteristici geografice

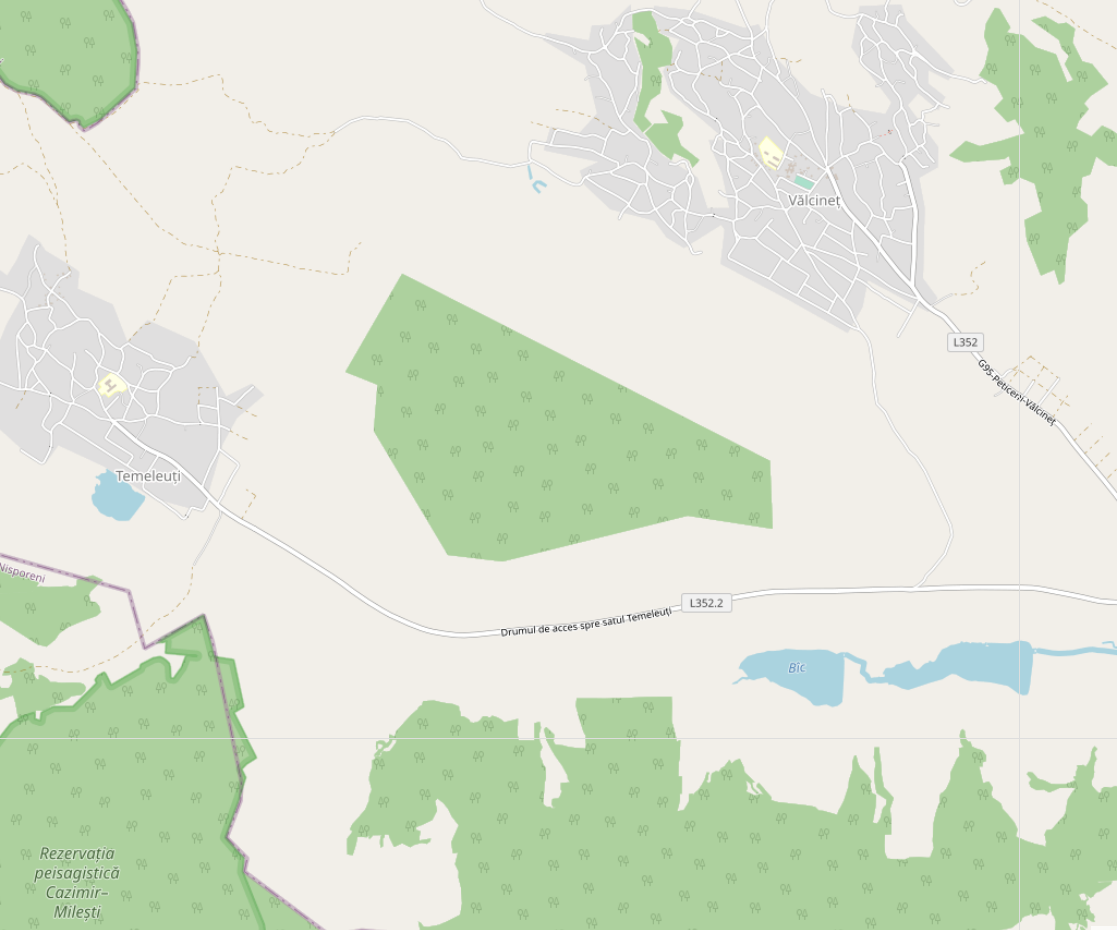
Amplasarea ariei protejate Temeleuți: sectorul de pădure din centrul imaginii

Rezervația este amplasată în raionul Călărași, la est de satul Temeleuți și la sud-vest de Vălcineț. Se află la câțiva kilometri de rezervația științifică „Plaiul Fagului” și rezervația peisagistică Căbăiești–Pîrjolteni. Se situează pe un platou și pe versantul său sud-vestic, la altitudinea de 205-360 m, acoperind stâncile unui vechi hârtop. Solul este cenușiu de pădure. Rezervația include atât o serie de comunități forestiere, cât și suprafețe cu vegetație ierboasă.
Pe versanți sunt multe izvoare, unul din care este începutul Bîcului.

## Clasificare
Aria naturală a fost încadrată în etajul deluros de cvercete și șleauri de deal (FD2), cu patru tipuri de stațiune:
- deluros de cvercete cu gorunete de silvostepă de productivitate inferioară, cernoziom, soluri brune și cenușii argiloiluviale, edafic mic;
- deluros de cvercete cu gorunete, goruneto-șleauri, versanți semiînsoriți și însoriți, soluri cenușii, cenușii brune și brune slab luvice, edafic mijlociu cu Carex piloza, bonitate mijlocie;
- deluros de cvercete cu gorunete, goruneto-șleauri de productivitate superioară/mijlocie, soluri cenușii, edafic mare;
- deluros de cvercete cu fageto-cărpinete de productivitate superioară/mijlocie, sol brun argiloiluvial, brun cenușiu și luvic, edafic mare.

Au fost identificate zece tipuri de pădure:
- gorunet de silvostepă, productivitate inferioară;
- gorunet normal cu floră de mull, productivitate superioară;
- gorunet cu floră de mull de productivitate mijlocie;
- gorunet cu Carex piloza, productivitate mijlocie;
- goruneto-șleau de productivitate superioară;
- șleau de deal cu gorun, productivitate superioară;
- goruneto-șleau de productivitate mijlocie;
- Stejăreto-goruneto-șleau de productivitate superioară;
- șleau de deal cu stejar pedunculat de productivitate superioară;
- stejăreto-goruneto-șleau de productivitate mijlocie.

## Diversitate floristică
Aria naturală reprezintă o suprafață de pădure cu arborete valoroase de gorun (Quercus petraea) și, într-o măsură mai mică, stejar pedunculat (Quercus robur). Este atribuită la categoria „ecosisteme forestiere de gorun, stejar pedunculat și fag”.
Conform unui studiu din 2012, diversitatea floristică a ariei protejate constă din 225 de specii de plante vasculare, dintre care 20 specii de arbori, 14 de arbuști și 191 de specii de plante ierboase.

### Arbori
Au fost identificate 20 de specii de arbori. Predomină gorunul (Quercus petraea), cu amestec neînsemnat de stejar pedunculat (Quercus robur). Dintre celelalte specii se evidențiază carpenul (Carpinus betulus). Etajul superior este populat de tei (Tilia tomentosa, T. cordata), frasin (Fraxinus excelsior), cireș (Cerasus avium) și fag (Fagus sylvatica). Speciile însoțitoare sunt Acer campestre, A. platanoides, A. tataricum, A. negundo, Populus tremula, Ulmus carpinifolia, U. laevis. În etajul doi de arboret cresc mărul sălbatic (Malus sylvestris) și părul pădureț (Pyrus pyraster). La liziera pădurii se întâlnesc exemplare de arțar american (Acer negundo), sălcioară (Elaeagnus angustifolia) și salcâm (Robinia pseudacacia), iar în locul umed de lângă cantonul pădurarului cresc salcia albă (Salix alba) și câteva exemplare de plop.
După criteriul provenienței, în rezervația Temeleuții au fost evidențiate patru categorii de arboreturi: natural fundamentale, parțial derivate, total derivate și artificiale. După productivitate, arboreturile sunt de productivitate mijlocie și de productivitate superioară.

#### Arboreturi natural fundamentale
Arboreturile din categoria celor natural fundamentale au fost consemnate în 5 subparcele, pe o suprafață însumând 156,7 ha, adică 75,7% din suprafața totală a rezervației.
Arboreturile natural fundamentale de gorun s-au format la altitudinea de 220-360 m, pe platou și pe versanții cu expoziție sud-vestică. În total sunt cinci astfel de comunități: în subparcelele 99A, 100B, 101A, 102A și 102B. Arboreturile pure de gorun aveau în 2012 vârsta de 65-90 de ani. Productivitatea este mijlocie: 200-272 m3/ha. Domină gorunul (Quercus petraea), cu o participare preponderentă a teiului (Tilia tomentosa, T. cordata) și frasinului (Fraxinus excelsior). Mai rar sunt consemnate speciile de carpen (Carpinus betulus), cireș (Cerasus avium), paltin de câmp (Acer platanoides) și jugastru (Acer campestre). Cresc câțiva fagi (Fraxinus excelsior). Exemplarele speciei edificatoare – gorunul – au apărut în aprox. 1930 și măsoară în prezent 22 m în înălțime și 27 cm la diametrul tulpinii.

#### Arboreturi parțial derivate
Se deosebesc două tipuri de arboreturi parțial derivate: de gorun și de stejar pedunculat.
Arboreturile parțial derivate de gorun se află în subparcelele 100A și 101D, ocupând o suprafață de 19,6 ha (9,8% din suprafața totală a ariei protejate). Prezența gorunului este neînsemnată, în schimb participarea teiului este mare. Speciile însoțitoare sunt cireșul, jugastrul și paltinul de câmp. Volumul masei lemnoase al exemplarelor din aceste comunități forestiere constituie 297-339 m3/ha.
Singurul arboret parțial derivat de stejar pedunculat se găsește în subparcela 101C, pe o suprafață de 14,3 ha, adică 7% din suprafața totală a rezervației. Stejarul pedunculat este însoțit de frasin, tei și jugastru. Provenind din aprox. 1925, exemplarele de stejar au înălțimea de 25 m și diametrul tulpinii de 28 cm. Volumul masei lemnoase este 327 m3/ha.

#### Arboreturi total derivate
În subparcelele 102C și 102E, pe o suprafață de 1,9 ha, au fost identificate două arboreturi total derivate de stejar pedunculat.

#### Arboreturi artificiale
În suprafața protejată de pădure Temeleuți au fost plantate 3 arboreturi: unul de gorun și două de stejar pedunculat.
Arboretul artificial de gorun, amestecat cu stejar pedunculat și puțin frasin, este amplasat în subparcela 99B și se întinde pe o suprafață de 4 ha.
Arboreturile artificiale de stejar pedunculat sunt amplasate în subparcelele 101B și 102D. Primul din ele are o compoziție apropiată de cea a arboretelor fundamentale de stejar pedunculat.

### Arbuști
Consistența joasă a coroanelor arborilor din pădurea Temeleuți permite buna dezvoltare a stratului de arbuști. Acesta este constituit din 14 specii (cel mai des întâlnită fiind cornul – Cornus mas):
- Cornus mas
- Corylus avellana
- Crataegus curvisepala
- Crataegus monogyna
- Euonymus europaea
- Euonymus verrucosa
- Ligustrum vulgare
- Prunus spinosa
- Rosa canina
- Salix caprea
- Sambucus nigra
- Staphylea pinnata
- Swida sanguinea
- Viburnum lantana

### Ierburi
Cele 191 de specii de plante ierboase identificate în aria protejată Temeleuți sunt:
- Achillea collina
- Aegonychon purpureo-caeruleum
- Aegopodium podagraria
- Agrimonia eupatoria
- Ajuga genevensis
- Ajuga reptans
- Alliaria petiolata
- Allium ursinum
- Anchusa procera
- Anemonoides ranunculoides
- Arctium tomentosum
- Artemisia absintium
- Artemisia austriaca
- Artemisia vulgaris
- Arum orientale
- Asarum europaeum
- Asparagus tenuifolius
- Astragalus glycyphyllos
- Ballota nigra
- Berteroa incana
- Brachipodium sylvaticum
- Bromopsis benekenii
- Bromopsis inermis
- Bromus arvensis
- Campanula persicifolia
- Campanula rapunculus
- Campanula trachelium
- Capsella bursa-pastoris
- Cardaria draba
- Cardus crispus
- Carex brevicollis
- Carex pilosa
- Carex sylvatica
- Centaurea diffusa
- Centaurea jacea
- Cephalanthera longifolia
- Chamaecytisus austriacus
- Chelidonium majus
- Chenopodium hybridum
- Cichorium intybus
- Circaea lutetiana
- Cirsium arvense
- Cirsium setosum
- Clinopodium vulgare
- Consolida paniculata
- Convalaria majalis
- Convolvulus arvensis
- Coronilla varia
- Corydalis marschalliana
- Corydalis solida
- Cynoglossum officinale
- Dactylis glomerata
- Daucus carota
- Dentaria bulbifera
- Dentaria glandulosa
- Echium vulgare
- Elytrigia repens
- Epilobium tetragonum
- Equisetum palustre
- Erigeron canadensis
- Eryngium campestre
- Eupatorium cannabinum
- Euphorbia amygdaloides
- Ficaria verna
- Filago arvensis
- Fragaria vesca
- Gagea lutea
- Gagea pusilla
- Galeobdolon luteum
- Galium odoratum
- Galium verum
- Gallium aparine
- Geranium phaeum
- Geranium robertianum
- Geum urbanum
- Glechoma hederacea
- Glechoma hirsuta
- Hedera helix
- Hieracium caespitosum
- Hieracium pilosella
- Hieracium virosum
- Humulus lupulus
- Hypericum hirsutum
- Hypericum perforatum
- Inula britanica
- Inula hirta
- Isopyrum thalictroides
- Lactuca serriola
- Lamium album
- Lamium amplexicaule
- Lamium purpureum
- Lapsana communis
- Lathraea squamaria
- Lathyrus aureus
- Lathyrus niger
- Lathyrus tuberosus
- Lathyrus venetus
- Lavatera thuringiaca
- Leonurus cardiaca
- Lilium martagon
- Linaria genistifolia
- Linaria vulgaris
- Linum austriacum
- Lithospermum arvense
- Lolium perene
- Lotus corniculatus
- Lycopus europaeus
- Lysimachia nummularia
- Marrubium pregrinum
- Melampyrum nemorosum
- Melica picta
- Melica uniflora
- Melilotus officinalis
- Mentha arvensis
- Mercurialis perennis
- Milium effusum
- Mycelis muralis
- Myosotis arvensis
- Myosotis micrantha
- Myosotis ramosissima
- Neotia nidus-avis
- Nonea pulla
- Origanum vulgare
- Physalis alkekengi
- Plantago lanceolata
- Plantago major
- Platanthera bifolia
- Poa angustifolia
- Poa nemoralis
- Polygonatum latifolium
- Polygonatum multiflorum
- Polygonum aviculare
- Potential impolita
- Potentilla argentea
- Potentilla recta
- Primula veris
- Prunella vulgaris
- Pulmonaria officinalis
- Pyrethrum corymbosum
- Ranunculus auricomus
- Ranunculus polyanthemos
- Ranunculus repens
- Ranunculus sceleratus
- Rorippa austriaca
- Rosa canina
- Rubus caesius
- Rumex acetosa
- Rumex crispus
- Rumex sylvestris
- Salvia nemorosa
- Salvia pratensis
- Sambucus ebulus
- Sanicula europaea
- Scilla bifolia
- Scrophularia nodosa
- Scutellaria altissima
- Sedum maximum
- Senecio jacobaea
- Silene nutans
- Sonchus arvensis
- Stachys germanica
- Stachys recta
- Stachys sylvatica
- Stellaria holostea
- Stellaria media
- Tanacetum vulgare
- Taraxacum officinale
- Teucrium chamaedrys
- Thymus marschallianus
- Tragopogon dubius
- Trifolium arvense
- Trifolium fragifer
- Trifolium montanum
- Trifolium pretense
- Trifolium repens
- Tussilago farfara
- Typha angustifolia
- Urtica dioica
- Verbascum nigrum
- Verbascum phlomoides
- Verbena officinalis
- Veronica austriaca
- Veronica hederifolia
- Vicia angustifolia
- Vicia hirsuta
- Vincetoxicum hirundinaria
- Viola ambigua
- Viola mirabilis
- Viola reichenbachiana
- Viscum album
- Xeranthemum annuum

Sectoarele preferate ale stratului de ierburi sunt poienile și liziera pădurii. Gradul de acoperire cu ierburi variază în funcție de arboret. Astfel, primăvara devreme el poate atinge 50-70%, iar la sfârșitul lunii august scade până la 15%.
La începutul primăverii, până la apariția frunzelor pe copaci, înfloresc viorelele (Scilla bifolia), brebeneii (Corydalis solida), floarea-vântului (Anemonoides ranunculoides), găinușa (Isopyrum thalictroides) și grâușorul (Ficaria verna). Urmează dentița (Dentaria bulbifera, D. glandulosa), leurda (Allium ursinum) și lăcrimioarele (Convallaria majalis). Unele specii, precum Asarum europaeum, Carex brevicollis, Carex pilosa, Euphorbia amygdaloides și Galeobdolon luteum, își păstrează o parte din frunze în timpul iernii.

### Specii rare
14 dintre speciile de plante vasculare existente în rezervația Temeleuți sunt considerate specii rare:
- Sorbus torminalis
- Staphylea pinnata
- Anemone sylvestris
- Asparagus officinalis
- Asparagus tenuifolius
- Cephalanthera longifolia
- Circaea lutetiana
- Dentaria glandulosa
- Epipactis heleborine
- Lilium martagon
- Neotia nidus-avis
- Platanthera bifolia
- Stachys sylvatica
- Tulipa biebersteiniana

### Analiza florei
Din perspectiva taxonomică, speciile de plante din rezervația Temeleuți aparțin la 160 de genuri și 59 de familii. Cele mai numeroase familii sunt Asteraceae (30 de specii), Lamiaceae (26 de specii), Rosaceae (16 specii), Fabaceae (13 specii), Poaceae (12 specii).
Alte tipuri de analiză a florei sunt prezentate în următorul set de grafice:
| bioforme                                                         | indici de umiditate | indici de temperatură | indici de reacție a solului | geoelemente                                                                                     |
| ---------------------------------------------------------------- | --- | --- | --- | ----------------------------------------------------------------------------------------------- |
| · hemicriptofite (50%) geofite (14%) camefite (13%) altele (23%) | · mezofite (U3) (49%) xeromezofite (U2) (25%) mezohigrofite (U4) (18%) higrofite (U5) (4%) amfitolerante (3%) xerofite (1%) | · mezoterme (T2-2,5) (60%) moderat termofile (T3-3,5) (23%) amfitolerante (T0) (12%) microterme (T2) (3%) termofile (T4-4,5) (2%) | · slab acid-neutrofile (R4-4,5) (36%) eurionice (R0) (29%) acido-neutrofile (R3-3,5) (28%) neutro-bazifile (R5) (6%) acidofile (1%) | · eurasiatice (50%) europene (21%) altele (circumpolare, submediteraneene, mediteraneene) (29%) |

### Diversitate fitocenotică
Comunitățile de gorun sunt atribuite la 2 asociații: As. Carpino-Quercetum petraeae Borza, 1941 și As. Tilieto tomentosae-Carpinetum Doniță, 1968, în timp ce suprafața de pădure de stejar pedunculat este atribuită asociației Querco (roboris) Carpinetum Soó et Pocs, 1957.

## Statut de protecție

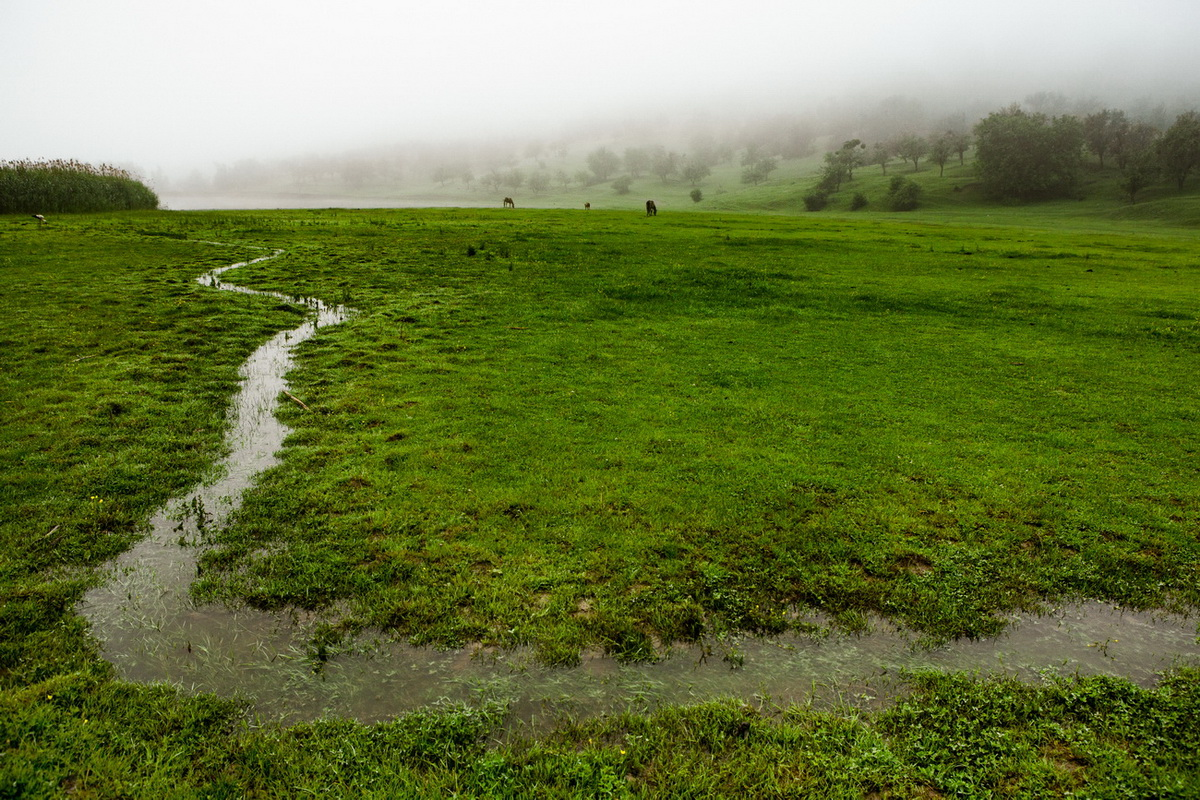
Râul Bîc în apropiere de izvorul său

Rezervația peisagistică Temeleuți este o suprafață reprezentativă de pădure de gorun și stejar pedunculat, caracteristică pentru pădurile din centrul Moldovei. Compoziția floristică și peisagistică o face o suprafață de pădure valoroasă. Genofondul este constituit din 225 de specii de plante vasculare, dintre care 14 sunt specii rare.
Obiectivul a fost luat sub protecția statului prin Hotărîrea Sovietului de Miniștri al RSSM din 8 ianuarie 1975 nr. 5, care a atribuit zona la categoria ariilor protejate de păduri valoroase. Statutul de protecție a fost reconfirmat prin Legea nr. 1538 din 25 februarie 1998 privind fondul ariilor naturale protejate de stat, în anexele căreia pădurea este atribuită la categoria „Rezervații peisagistice”. Rezervația este gestionată de Întreprinderea silvică Călărași prin ocolul silvic Călărași.
S-a constatat că apariția arboreturilor parțial derivate și a celor total derivate este rezultatul gestionării proaste a arboreturilor natural fundamentale. De asemenea, arboreturile artificiale au fost plantate în condiții necorespunzătoare stațiunii. Cu toate acestea, situația ecologică este mai bună decât în arii protejate asemănătoare din centrul Moldovei.
Așadar, pentru optimizarea conservării diversității plantelor a fost recomandată gestionarea arboreturilor fundamentale prin tăieri succesive, cu regenerare a speciilor edificatoare (gorunul și stejarul pedunculat) doar din contul semințelor. În arboreturile parțial derivate, prin lucrări silvotehnice, trebuie create arboreturi intermediare întru susținerea speciilor edificatoare. Specialiștii mai recomandă tratarea cu atenție a suprafețelor populate de dentiță (Dentaria glandulosa) și iarba de junghi (Cephalanthera longifolia), cât și stârpirea arțarului american (Acer negundo) de pe teritoriul rezervației.